# Gefängnis von Santa Ana
Das Gefängnis von Santa Ana (oder auch Centro Penitenciario de Occidente) ist ein Gefängnis im venezolanischen Bundesstaat Táchira.
Das Gefängnis wurde im Jahr 1978 für 850 Insassen gebaut. Zurzeit  gibt es dort etwa 1963 Gefangene.

## Gewalt im Gefängnis
Im Jahr 2007 starben dort etwa 30 Menschen bei Unruhen. Im Jahr 2010 wurden dort 21 Menschen und im Jahr 2011 31 Menschen umgebracht. Im Juli 2012 wurde die Leiterin der Anstalt zusammen mit ihrem Mann getötet.
Am 30. Mai 2014 wurden mehreren Nichtregierungsorganisationen zufolge acht Menschen umgebracht und über fünfzig schwer verletzt.